# Guy-Philippe Goldstein
 (octobre 2023).
La mise en forme du texte ne suit pas les recommandations de Wikipédia : il faut le « wikifier ».
Les points d'amélioration suivants sont les cas les plus fréquents. Le détail des points à revoir est peut-être précisé sur la page de discussion.
- Les titres sont pré-formatés par le logiciel. Ils ne sont ni en capitales, ni en gras.
- Le texte ne doit pas être écrit en capitales (les noms de famille non plus), ni en gras, ni en italique, ni en « petit »…
- Le gras n'est utilisé que pour surligner le titre de l'article dans l'introduction, une seule fois.
- L'italique est rarement utilisé : mots en langue étrangère, titres d'œuvres, noms de bateaux, etc.
- Les citations ne sont pas en italique mais en corps de texte normal. Elles sont entourées par des guillemets français : « et ».
- Les listes à puces sont à éviter, des paragraphes rédigés étant largement préférés. Les tableaux sont à réserver à la présentation de données structurées (résultats, etc.).
- Les appels de note de bas de page (petits chiffres en exposant, introduits par l'outil «  Source ») sont à placer entre la fin de phrase et le point final[comme ça].
- Les liens internes (vers d'autres articles de Wikipédia) sont à choisir avec parcimonie. Créez des liens vers des articles approfondissant le sujet. Les termes génériques sans rapport avec le sujet sont à éviter, ainsi que les répétitions de liens vers un même terme.
- Les liens externes sont à placer uniquement dans une section « Liens externes », à la fin de l'article. Ces liens sont à choisir avec parcimonie suivant les règles définies. Si un lien sert de source à l'article, son insertion dans le texte est à faire par les notes de bas de page.
- La présentation des références doit suivre les conventions bibliographiques. Il est recommandé d'utiliser les modèles {{Ouvrage}}, {{Chapitre}}, {{Article}}, {{Lien web}} et/ou {{Bibliographie}}. Le mode d'édition visuel peut mettre en forme automatiquement les références.
- Insérer une infobox (cadre d'informations à droite) n'est pas obligatoire pour parachever la mise en page.

Pour une aide détaillée, merci de consulter Aide:Wikification.
Si vous pensez que ces points ont été résolus, vous pouvez retirer ce bandeau et améliorer la mise en forme d'un autre article.
Pour les articles homonymes, voir Goldstein.
Œuvres principales
- Babel Minute Zéro (roman, 2007)
- Sept Jours avant la nuit (roman, 2017)
- Cyberdefense et Cyberpuissance au XXIe siècle (essai, 2020)

Guy-Philippe Goldstein, né à Paris, est un consultant, enseignant et romancier français.

## Biographie

### Formation et débuts
Guy-Philippe Goldstein est le fils de Jacques Goldstein et de Hedva Ser, peintre. Il est diplômé d’HEC et du MBA Kellogg à Northwestern University.

### Vie professionnelle
Guy-Philippe Goldstein est enseignant à l’École de Guerre Economique. En tant que consultant et chercheur il a publié plusieurs études sur le coût économique des incidents cyber avec le cabinet PwC et la société Bessé évaluant la perte pour la valeur patrimoniale des entreprises de 10 % à 20 % en moyenne en cas de mauvaises réponses ou préparation. Il a également mis en garde dès 2011-2013 sur le risque de déstabilisation international par les armes cyber en utilisant le modèle de relations internationales de Robert Jervis. Plus récemment, il a évoqué dès 2021 le risque d’une guerre froide « 2.0 » entre la Chine et les États-Unis dont l’enjeu serait la domination technologique. Il a été nommé par l’Usine Nouvelle comme l’un des « 100 talents de la cybersécurité » en France

## Œuvres

### Babel Minute Zéro(roman)
Le premier roman publié en 2007 évoquant un conflit entre la Chine et les Etats-Unis pour le contrôle de Taïwan dont l’un des enjeux est le contrôle du « Cyberspace » et qui marque certains lecteurs par sa vraisemblance. Le livre est lu en Israël en 2011 par le Professeur Yitzhak Ben-Israel, en charge d’une commission sur le développement du cyber en Israël, celui-ci le donne à lire au premier ministre de l’époque, Benyamin Netanyahou. De l’aveu de ce dernier, la lecture du roman est l’un des éléments clés qui emporte sa conviction pour donner l’aval au plan de développement cyber proposé par le Professeur Ben-Israël, adopté en août 2011.

### Sept Jours avant la nuit(roman)
Ce deuxième roman, publié en 2017, évoque le risque cyber mêlé à celui du terrorisme nucléaire dans le cadre de la montée d’une frange radicale du nationalisme hindouiste. Le roman, écrit sous la forme d’un compte à rebours, se veut une réflexion anxieuse face à une menace mondiale cyber et numérique.

### Cyberdefense et Cyberpuissance auXXIesiècle(essai)
Cet essai décrit à la fois les transformations des bases de la puissance nationale au XXIe siècle avec le cyber. Il évoque dans ce contexte le rôle clé joué par les entreprises comme première ligne de défense de la nation. Cet essai a été l’un des lauréats Cyber Award 2021 à la European Cyber Week.

### Nouvelles
Guy-Philippe Goldstein a également publié plusieurs nouvelles courtes d’anticipation évoquant soit un effondrement du monde de l’assurance par le risque cyber soit de nouvelles tactiques cyber et cognitives dans le cadre de la guerre froide 2.0 entre la Chine et les Etats-Unis.